# Scenes from the Life of Cleopatra
Scenes from the Life of Cleopatra is een roman uit 1933 van de Britse schrijfster Mary Butts. Hierin plaatst Butts Cleopatra in een geheel nieuw daglicht. Ze schuwt de populaire opvattingen van Chaucer, Shakespeare en Shaw, waarin Cleopatra wordt voorgesteld als een zachtaardige martelares, of een hersenloze slet. In plaats daarvan toont zij een grote heerser, die haar minnaars moest kiezen om haar koninkrijk te laten overleven, zonder het gevaar en de mogelijkheden van die keuzes uit het oog te verliezen.  